# Президентские выборы в США (1916)
Президентские выборы в США 1916 года проходили 7 ноября на фоне полыхающей в Европе Первой мировой войны. Общественное мнение в ещё нейтральных Соединённых Штатах склонялось к силам альянса Британии и Франции в определённой степени из-за жестокого обращения германской армии с гражданским населением оккупированной Бельгии и северной Франции. Однако, несмотря на это США хотели избежать вовлечения в войну и предпочитали продолжать политику нейтралитета. Президент-демократ Вудро Вильсон в сложной борьбе опередил кандидата от республиканцев судью Верховного суда Чарльза Хьюза и остался на второй срок. 
В 12-й раз избранный президент заручился поддержкой менее чем 50% граждан США, проголосовавших на выборах.

## Выборы

### Республиканская партия
Республиканские кандидаты:
- Чарлз Э. Хьюз, судья Верховного суда из Нью-Йорка
- Джон У. Уикс, сенатор из Массачусетса
- Элиу Рут, бывший сенатор из Нью-Йорка
- Теодор Э. Бертон, бывший конгрессмен из Огайо
- Чарлз У. Фэрбенкс, бывший вице-преезидент из Индианы
- Альберт Камминс, сенатор из Айовы
- Лоуренс Йейтс Шерман, сенатор из Иллинойса
- Филандер К. Нокс, бывший госсекретарь из Пенсильвании
- Мартин Г. Брамба, губернатор Пенсильвании
- Роберт М. Лафоллет, сенатор из Висконсина
- Теодор Рузвельт, бывший президент из Нью-Йорка
- Генри Форд, бизнесмен из Мичигана

Национальный съезд Республиканской партии 1916 года проходил в Чикаго с 7 июня по 10 июня. Несколько кандидатов открыто боролись за номинацию, среди них консервативный бывший сенатор Элиу Рут, сенатор Джон Уикс и прогрессивный сенатор Альберт Камминс, но партийные боссы хотели умеренного кандидата, который был бы принят всеми крыльями партии. Многие республиканцы хотели номинировать кандидата, приемлемого Теодору Рузвельту, чтобы предотвратить ещё одну кампанию прогрессивных республиканцев как третьей партии. Рузвельт положил конец кандидатурам бывшего конгрессмена Теодора Бертона и сенатора Уоррена Гардинга. Судья Верховного суда Чарльз Хьюз, который не говорил о вопросах политики с его назначения в 1910 году, был номинирован на третьем голосовании. Бывший вице-президент Чарлз Фэрбенскс был опять номинирован в вице-президенты.
Уоррен Гардинг впервые использовал выражение «отцы-основатели» в своей речи к конвенции.

### Демократическая партия
Национальный съезд Демократической партии проводился в Сент-Луисе 14-16 июня. Президент Вильсон и вице-президент Маршалл были переноминированы без оппозиции.

### Другие
Прогрессивная партия номинировала Рузвельта в президента и Джона Паркера в вице-президенты, но Рузвельт отказался от номинации и поддержал Хьюза. Попытки найти другого кандидата были неудачны. Социалистическая партия номинировала журналиста Аллана Бенсона, платформа которого предлагала что для участия в любых войнах должен быть проведён референдум.

### Кампания
Война в Европе доминировала в предвыборной кампании обоих кандидатов. Вудро Вильсон выступал за сохранение нейтралитета. Его лозунг «Он спасает нас от войны» стал крайне популярным. Хьюз в своей программе призывал к большей мобилизации и готовности, что про-вильсоновскими газетами преподносилось как секретные планы Хьюза втянуть Америку в войну в Европе. Вильсон смог заставить Германию прекратить неограниченную войну подводных лодок, что сделало его мирную платформу малоуязвимой для Хьюза. Республиканская критика фокусировалась на вильсоновской интервенции в Мексику, где США поддерживали определённые фракции в мексиканской гражданской войне, и на поддержке Вильсоном законов в пользу рабочих, таких как введение 8-часового рабочего дня. Хьюз аргументировал тем, что эти законы угрожают интересам бизнеса. Эта критика не поддержана населением, особенно рабочими. Однако Хьюз имел поддержку всё ещё популярного Теодора Рузвельта и Республиканской партии, являвшейся в то время крупнейшей партией США.
Считается, что большую роль в поражении Хьюза сыграла его ненамеренная ошибка в Калифорнии. Дело в том, что перед самыми выборами Хьюз совершал турне по штатам и, будучи в Калифорнии на Лонг Бич, остановился в той же гостинице, что и Хайрам Джонсон, республиканский губернатор Калифорнии. Возможно, не зная об этом, Хьюз не зашёл к Джонсону для приветствия, что, видимо, обидело последнего, так как на выборах он не оказал полной поддержки республиканскому претенденту. Хьюз лишь немного отстал от Вильсона в Калифорнии, чего могло бы и не произойти в случае активной поддержки губернатора. Если бы (при прочих равных условиях) 13 голосов выборщиков от Калифорнии достались Хьюзу, то он выиграл бы выборы с результатом 267 голосов выборщиков (при 266 необходимых), с преимуществом в 3 голоса.

### Результаты
В подсчётах результатов выборов Хьюз лидировал в Восточных штатах и штатах Среднего запада и несколько газет поспешили объявить его победителем. Однако, когда пришли полные результаты, оказалось, что победил Вильсон. Во многих штатах его отрыв был невелик. В Калифорнии Вильсон набрал лишь на 3800 голосов больше Хьюза из миллиона общего числа голосов. Вильсон был вторым президентом, переизбранным с меньшим числом голосов избирателей и первым — с меньшим числом голосов выборщиков. Томас Маршалл стал первым переизбранным вице-президентом с 1828 года. Общее число голосов было на 3,5 миллиона больше чем в 1912 году. Вильсон выиграл 2039 округов, а Хьюз — 976. 2 округа были вничью, 5 проголосовали за Прогрессивную партию, не имевшую кандидата, а девять не голосовали.
- На сегодняшний день это последние президентские выборы, в которых Северная Дакота и Южная Дакота голосовали не за одного и того же кандидата.
- Это были последние выборы, в которых демократы выиграли Нью-Хэмпшир до 1936 года, и последние в которых демократы победили в Аризоне, Калифорнии, Колорадо, Айдахо, Канзасе, Мэриленде, Миссури, Монтане, Небраске, Неваде, Нью-Мексико, Северной Дакоте, Юта, Вашингтоне и Вайоминге до 1932 года.

| Кандидат              | Партия                  | Избиратели | Избиратели | Выборщики |
| Кандидат              | Партия                  | Количество | %          | Выборщики |
| --------------------- | ----------------------- | ---------- | ---------- | --------- |
| Вудро Вильсон         | Демократическая партия  | 9 126 868  | 49,2 %     | 277       |
| Чарльз Хьюз           | Республиканская партия  | 8 548 728  | 46,1 %     | 254       |
| Аллан Бенсон          | Социалистическая партия | 590 524    | 3,2 %      | 0         |
| Джеймс Франклин Хэнли | Партия запрета          | 221 302    | 1,2 %      | 0         |
| другие                | -                       | 49 163     | 0,3 %      | 0         |
| Всего                 | Всего                   | 18 536 585 | 100 %      | 531       |

Популярная история рассказывает, что Хьюз в ночь, когда вёлся подсчёт голосов, пошёл спать, уверенный, что выиграл выборы. Когда утром репортёр позвонил, чтобы узнать реакцию Хьюза на переизбрание Вильсона, ему ответили: «Президент спит». «Когда проснётся, скажите ему, что он не президент», — быстро нашёлся репортёр.